# Балаклава (Мельбурн)
Балаклава (англ. Balaclava) — район (suburb, дільниця) Великого Мельбурна, столиці австралійського штату Вікторія, знаходиться на відстані 7-ми кілометрів на південь від центра міста, належить до муніципалітету Порт Філліп. За переписом населення в Австралії 2016 року в районі проживають 5396 людей.
Район отримав назву у 1859 році за назвою однойменної дороги (англ. Balaclava Road), яка у свою чергу була названа у пам'ять про австралійських військовослужбовців, які брали участь у складі Британських імперських військових сил у Балаклавській битві у ході Кримської війни. Крім цієї дороги у районі пролягають також інші вулиці, які мають назви пов'язані з подіями тієї війни: Інкерманська битва, Осада Севастополя, Битва на Альмі, Битва за Малахів курган та інші, також вулиці названі на честь підданими союзних держав, які відзначились у ході Кримської війни: Кардіган, Найтінгейл, Канробер та інші.
Сучасна Балаклава є місцем проживання значної кількості послідовників ортодоксального юдаїзму та хасидизму. Загальна кількість людей сповідуючих юдаїзм складає 11,6 % мешканців району.

## Українська діасапора

### Церква Успіння Пресвятої Богородиці
За адресою 17 Camden Street знаходиться будівля Української автокефальної православної церкви Успіння Пресвятої Богородиці.
Українська православна громада, якій нині належить церква, була заснована у 1966 році. Будівля теперішньої церкви, якою раніше володіла Армії Спасіння, була придбана у 1976 році. Церква була добудована і обладнана в українському стилі. Добудову і оформлення виконували: М.Скиба, І.Гура, О.Мартиненко, К. Косенко, Г. І. Олійник, а розпис стін та іконопис В.Цибульський. Першим настоятелем став отець С. Дзібій, згодом протоієрей В. Салига.
Довгий час церковним старостою був відомий український суспільний діяч у діаспорі Степан Радіон, який у 1988 році опублікував нарис «Історія Свято-Успінської парафії УАПЦ. Балаклава».
Станом на 2017 рік настоятелем церкви є архімандрит Онуфрій Думич. Служби Божі відбуваються по неділям та у великі свята.

### Інше
За адресою 185 Carlisle Street знаходиться пекарня Baker in the Rye (Пекарь у житі), яка виготовляє та реалізує хлібні вироби зроблені по східноєвропейським рецептам, серед іншого, можливо це єдине місце у Мельбурні, де можна придбати традиційний Український хліб.